# Mathry
Mathry är en ort och community i Storbritannien.   Den ligger i kommunen Pembrokeshire och i riksdelen Wales, i den sydvästra delen av Storbritannien, ca 300 km väster om huvudstaden London och cirka 175 km väster om Wales huvudstad Cardiff. Antalet invånare är 572. Mathry ligger nära havet på Saint Davids-halvön.